# Омела (группа)
«Оме́ла» — российская рок-группа, образованная в 2008 году в Москве, исполняющая музыку на стыке стилей прогрессивный рок, фолк-рок, хард-рок и дум-метал.

## История
Группа «Омела» была создана в 2008 году московским рок-музыкантом Сергеем Абрамовым, ранее известным в качестве вокалиста и одного из авторов текстов и музыки московской группы Butterfly Temple. В стартовый состав группы вошли клавишник Сергей «Авен» Аванесов, также являющийся одним из основателей и основных композиторов Butterfly Temple, гитарист Александр «Plug» Макарцев (Necrost, Lance-A-Lot), бас-гитарист Николай Коршунов («Артерия», Butterfly Temple, Margenta) и барабанщик Наиль «Grindbox» Магжанов (Necrost, Seducer’s Embrace, Lance-A-Lot).
В первой половине 2008 года группа приступила к репетициям и подготовке материала для дебютного демо, после записи которого Николай Коршунов покинул «Омелу» в связи с приглашением в группу «Крематорий». Его место занял бас-гитарист Илья Бодров. Группа приняла решение о публикации материала в формате полноценного альбома и приступает к записи на московской студии South Cross Records под руководством звукорежиссёра Вячеслава Селина. В работе над альбомом принял участие альтист и мультиинструменталист Фёдор Ветров («Ветер Воды»).
Дебют «Омелы» состоялся в январе 2009 года на концертах в Санкт-Петербурге и Москве. После первого московского концерта «Омела» получила предложение о сотрудничестве от Александра Кубалова, который стал директором и продюсером группы. Коллектив приступил к активной концертной деятельности, выступая как сольно, так и совместно с группами Butterfly Temple, «Путь Солнца», «Невидь» и другими рок-коллективами преимущественно металлической направленности. Этот этап становления коллектива нашёл отражение в изданном в мае 2009 года сплит-альбоме «Эффект Бабочки», на котором был представлен новый и раритетный музыкальный материал вышеупомянутых групп, чьи музыканты в разное время являлись участниками Butterfly Temple".
Выход первой пластинки предварялся выпуском Интернет-сингла «След Мой», состоявшимся уже в августе того же 2009 года. Дебютная работа Viscum Album (viscum album — латинское название омелы белой и «альбом Омелы» в переводе с английского языка), вышла в сентябре на независимом лейбле AILANO-Studio и получила высокие оценки музыкальной прессы и слушателей (пять звёзд из пяти по версии журнала Dark City), в том числе и за высококачественное оформление диска.
В 2010 году музыканты группы приступили к работе над материалом для второго полноформатного диска. Чуть ранее коллектив оставил гитарист Александр Макарцев. Его место занял сессионный ас Сергей Ефремов, известный своими работами в аккомпанирующих составах звёзд российского шоу-бизнеса. Также в первой половине 2010 года в группу пришли флейтистка Елена Казакова и альтистка Юлия Сатирова, сменившая выступавшего ранее в составе «Омелы» Фёдора Ветрова. В обновлённом составе «Омела» записала на студии South Cross Records и выпустила на независимом лейбле AILANO-Studio макси-сингл «Chionodoxa» (хионодо́кса — латинское название горного подснежника и одна из композиций макси-сингла), который вошёл в качестве бонуса в CD-переиздание Viscum Album 2010 года. Коллектив продолжал совершенствовать свой профессиональный уровень, регулярно выступая с концертами и принимая участие в рок-фестивалях.
В начале зимы 2011 года во время работы над альбомом Aura на студии South Cross Records о своём уходе заявил бас-гитарист Илья Бодров. На его место в группу возвратился бас-гитарист Николай Коршунов, перезаписавший все партии инструмента и завершивший работу над басовыми линиями альбома. В это же время «Омела» рассталась с молодым гитаристом Русланом Ременьковым, проработавшим в коллективе в течение трёх месяцев, но не удержавшимся в жестком графике студийной и репетиционной работы. Все гитарные партии заново аранжировал и исполнил Сергей Ефремов; над записью альбома работали саунд-продюсер Вячеслав Селин и звукорежиссёр Сергей Сергеев («Форсаж», «Артерия», Margenta). Новая работа группы продемонстрировала постепенный отход от металлических стандартов звучания с одновременным усилением мелодической и прогрессив-роковой составляющих; сведение и мастеринг диска были выполнены на студиях CITY Studios на Кипре и Lowland Masters в Великобритании. Презентация альбома Aura, в которой приняли участие как бывшие, так и действующие участники коллектива, состоялась в апреле 2011 года в московском клубе Music Town. Эта запись группы, также получила блестящий отзыв на фолк-рок портале ShadeLynx.
После работы над альбомом гитарист Сергей Ефремов временно приостановил работу в коллективе, оставаясь при этом сессионным музыкантом, и в апреле к коллективу присоединился музыкант первого состава Александр Макарцев, с которым прошёл тур в поддержку альбома Aura и его презентация. Альтистка Юлия Сатирова, отказавшаяся подписать контракт с AILANO-Studio, вышла из постоянного состава группы. Стабилизировав таким образом состав, «Омела» весной и летом 2011 года дала ряд гастрольных концертов в поддержку нового альбома.
В июле 2011 года сразу после участия группы в юбилейном рок-фестивале «Нашествие» вновь из-за старых разногласий ушёл гитарист Александр Макарцев. Вакантную должность занял соло-гитарист Алексей Чекалин.
В декабре 2011 года бас-гитарист Николай Коршунов покинул состав в связи с занятостью в группе «Крематорий». С 2013 года бас-гитаристом «Омелы» стал Роман Темников, которого уже в 2014 году сменил Николай Кузьменко, известный по своему участию в группах E.S.T., «Чёрный Кофе». Он же и написал все партии к третьему полноформатному альбому.
Весной 2013 года на место Сергея Аванесова, покинувшего коллектив в 2012 году, в группу пришёл клавишник Александр Николаев (ex-Galathea). В начале 2014 года флейтистом группы стал Александр Горянчиков (ех-My Jazz Band), заменивший ушедшую в ноябре 2013 года Елену Казакову и написавший партии флейты к новому материалу. Место гитариста на время записи вновь занял Сергей Ефремов. Альтистом коллектива снова стал Фёдор Ветров. В этом составе зимой 2014 года музыканты приступили к студийной работе, участие в которой также приняла Ксения Маркевич из группы «Калевала», записавшая партии голоса к песне «Зимняя ягода».
В период сведения будущего релиза «Омела» активно представляла свою новую работу в различных городах, выступала совместно с датской группой Tyr, а также принимала участие в крупных фестивалях, таких как Folk Summer Fest (Владимирская обл.) и Парк рока (Пензенская обл.), на которых «Омела» делила сцену с такими коллективами, как «Алиса», «Аркона», «Мельница» и др. В этот период в состав вернулся Александр Макарцев в качестве концертирующего музыканта.
Помимо выступлений на сцене, группа исполняла свой материал на радиостанциях Маяк (программа «Rock Weekend»), Эхо Москвы (программа «Хранитель снов») и Радио России (программа «Прицел»). Кроме того, Омела выступала на калужском телевидении НИКА ТВ в программе ПРОLive.
Зимой 2015 года вышел третий полноформатный альбом «Амальгама теней», для оформления которого была проведена фотосессия в Сьяновских пещерах. Альбом появился в двух вариантах: в виде мобильного приложения 3plet (группа таким образом пробовала освоить новый формат реализации своего творчества), а также на физических носителях (ограниченным тиражом — для коллекционеров).
Презентация с успехом прошла 8 марта 2015 года в московском клубе Volta.
Альбом получил положительную рецензию в журнале InRock.
После этого «Омела» продолжила гастрольную деятельность. В этот период Александр Макарцев вошёл в постоянный состав, а Александр Николаев, напротив, перешёл в разряд сессионных музыкантов.
Осенью 2015 года «Омела» объявила о прекращении сотрудничества с AILANO-studio и приступила к работе над новым материалом.
Музыканты выбрали новый вектор творческого развития и реализовали свежие идеи в создании четвёртого альбома, который получил название «Хрустальная сторона».
В ходе подготовки новых песен Сергей Абрамов, Фёдор Ветров, Александр Горянчиков и Николай Кузьменко решили параллельно принять участие в записи сборника Tribute To Butterfly Temple, для которого они создают камерную аранжировку к песне «Тайные глади Нави». В проекте также были задействованы Алла Питиримова (виолончель), Дарья Тетерлева (альт) и Александр Павлов (контрабас). Вышеозначенный сборник был выпущен на Mazzar Records.
После этого группа сосредоточилась на работе с собственными песнями, которая проходила с осени 2015 по весну 2016 года в стенах московской студии KIV Records.
В записи, помимо штатных музыкантов, приняли участие Сергей Аванесов (Butterfly Temple) — клавишные в композиции «Река покоя», Андрей Матюшенко (Butterfly Temple) — вокал в композиции «Река покоя», Игорь «Kiv» Королёв («Артур Беркут», «Стимфония») — гитара в композиции «Река покоя», Евгений Лапекин (Tintal, City Pipes) — дудук в композиции «Снегирь», Александр Николаев (экс-«Омела») — клавишные в композициях «Память бересты» и «Храм метелей», Ирина Одуло (NoComments) — клавишные в композиции «Ночное вдохновение», Владимир Васильев — саксофон в композиции «Травник», Арсен Сумбатян — труба в композиции «Сердолик», Иван Муралов — ситар в композиции «Премьера».
Записав всё, что необходимо, «Омела» приступила к этапу сведения и одновременно возобновила концертную деятельность, при этом периодически пробуя новый для себя полуакустический формат, для которого регулярно привлекался сессионный гитарист Антон Агеев (Relict).
В этот период группа в очередной раз посетила международный фестиваль Folk Summer Fest (Владимирская обл.), а также дала интервью журналу Dark City и Рок — Радио EQUILIBRIUM.
Тем временем шла работа и над буклетом для будущего релиза. Оформлением обложки занимался тюменский художник Юрий Чучмай, а созданием портрета-образа каждого из участников Омелы — пензенская художница Анна Шадчнева.
Летом 2016 года коллектив покинул Александр Макарцев, на смену которому, тогда ещё в качестве сессионного музыканта, пришёл Александр «Ламповая Голова» Стрельников («Сварга», «Артур Беркут», Arida Vortex, «БеZумные Усилия» и др.)
В этом составе 10 сентября 2016 года «Омела» презентовал в Москве свой четвёртый полноформатный альбом «Хрустальная сторона». Помимо прочего, в сети появился авторский фильм Дмитрия Азарова, посвящённый работе над диском.
После этого новый материал с демонстрировался в различных городах и на фестивалях. «Омела» снова появилась на калужском телевидении НИКА ТВ в программе ПРОLive, а также на фестивале Folk Summer Fest.
В этот период Александр «Ламповая Голова» Стрельников перестал быть сессионным гитаристом и влился в постоянный состав.
В ноябре 2017 году группа представила свою новую песню «Лодка». Впервые она прозвучала на волнах пензенского радиоканала «Экспресс» в программе «Тяжёлый понедельник», в одном из выпусков которой «Омела» участвовала полным составом во время очередных гастролей.
Также в этот период Сергей Абрамов дал интервью австрийскому метал-зину Stormbringer.at
В декабре того же года «Омела» наряду с такими коллективами, как Butterfly Temple, «Путь Солнца» и «Огонь Палатина», выпустила совместный альбом «Эффект бабочки — 2. Своя земля», в котором вновь были применены необычные композиционные решения.
Во время празднования Нового 2018 года «Омела» в качестве подарка своим поклонникам выложила в сеть очередной интернет-сингл «Последние письма».
Иллюстрацию к этому и предыдущему релизам выполнила самарская художница Елена Уксусова, которая стала оформителем пятого полноформатного альбома группы.
Весной 2018 года на студии KIV Records были записаны партии инструментов и вокала. Вскоре после этого «Омела» демонстрировала на своих ресурсах обложку и трек-лист предстоящего релиза.
Новый альбом получил название «Тайная тропа» и официально вышел 1 апреля 2019 года.

## Период эксклюзивов
27 апреля 2024 года группа отыграла весенний акустический концерт для строго ограниченного круга зрителей. Песни были сыграны в соавторстве со струнным трио. Автором струнных аранжировок выступил известный музыкант, постоянный участник коллектива и лидер группы «Ветер Воды» Федор Ветров.
В составе квартета с группой так же выступили: Алла Питиримова (виолончель), Елизавета Нарциссова (альт) и Александр Павлов (контрабас).
Федор впервые сыграл с группой не как участник коллектива, а как лидер струнного квартета.
Акустические концерты коллектив проводит наряду с электрическими, зачастую презентуя на них новые аранжировки уже известных песен.

## Участие в рок-фестивалях
Группа «Омела» неоднократно принимала участие в региональных и общероссийских рок-фестивалях («День Мотозависимости», «Мото-Вторжение», «Доброфест» и др.) совместно с группами «Ария», «Эпидемия», «Маврин», «Catharsis», «Крематорий», «Чёрный Обелиск», «Куприянов», «Мистер Твистер», «Монгол Шуудан», «Артерия», рок-музыкантами Ryan Roxie и Keri Kelli. В июле 2011 года «Омела» впервые выступила на крупнейшем отечественном рок-фестивале «Нашествие».
В июле 2009 года группа заняла первое место и стала победителем всероссийского рок-фестиваля «На Взлёт!», проводившегося по инициативе и на средства московского политика и бизнесмена Андрея Ковалёва. В июне 2010 года «Омела» выступила в национальном финале международного рок-фестиваля Emergenza-Russia. Гитарист «Омелы» Сергей Ефремов был признан лучшим гитаристом Emergenza-Russia 2010 года.
В качестве разогревающего состава «Омела» принимала участие в выступлениях рок-групп «Lake Of Tears» и «Blackfield» во время их визитов в Москву в 2011 году в клубе «Точка». В ноябре 2013 года «Омела» выступила в качестве саппорт-команды на концерте Anneke Van Giersbergen (клуб «Volta»), а 12 апреля 2014 г. открывала концерт группы «Tyr» (клуб «Москва Hall»).
Во время выступлений группы на фестивале «Нашествие» и «Доброфест», которые состоялись в июне и июле 2013 года, «Омела» представила свои новые песни.
В 2016 и 2017 году группа выступила на ежегодном фестивале Folk Summer Fest. В 2016 году в городе Гусь-Хрустальный, в 2017 году на юбилейном пятом фестивале в усадьбе «Отрада» Тарусского района Калужской области.

## Пресса о группе
«Музыку группы отличают красивые, далеко не прямолинейные и при этом какие-то воздушные мелодии, тонкая атмосферность и мягкость линий, подчеркиваемая сильным голосом самого Абрея. Влияние фолка при этом едва ощутимо…, но оно остаётся важной составляющей музыкальной концепции Омелы».
«Успешно дебютировав в январе 2009 года, Омела стремительно завоевывает сердца все новых слушателей, которые с первых же минут знакомства с творчеством группы отмечают для себя красивую чувственную мелодику, гипнотические, сменяющие друг друга ритмы, великолепные, изысканные аранжировки, сильный и незабываемый по чистоте вокал, душевные тексты» (Dark City, № 52, сентябрь-октябрь 2009).
«Послушайте хотя бы потрясающую песню „След Мой“, да и, в принципе, любую другую композицию — все они впечатляют и вокальной работой, и инструментально-мелодической составляющей, и профессиональным саундом. „Viscum Album“ — это один из тех немногих релизов, который однозначно заслуживает высший балл по всем пунктам безо всяких скидок и оговорок!» (Dark City, № 54, январь-февраль 2010).
«Прекрасная мелодия, завораживающие мотивы, красивые текста и чудесный голос Абрея. Что ещё надо для отличного релиза?
Здесь отлично сочетаются грубый резкий дисторшн и мелодичный, загадочный альт. Поющая словно сама по себе флейта и лёгкие звуки акустической гитары. Возникает ощущение чего-то далёкого и загадочного… рекомендую слушать на хорошей аппаратуре и в темноте, ибо сие творение унесёт вас куда-то далеко и надолго. (…). Настоятельно рекомендую. Высшая оценка».
«…Омела — одна з найяскравіших груп-дебютантів цього року (тут я повністю згоден з результатами різноманітних опитувань і конкурсів). Дійсно, давно не з’являлося релізу настільки бездоганно якісного у всіх відносинах — це стосується і запису, і техніки гри, і рівня музичної думки, і навіть подачі „продукту“ публіці (…). Практично неможливо ткнути пальцем і сказати, мовляв, це — арт-рок, це — фолк, це — дум-метал… „Viscum Album“ — цілком очевидно плід колективної і дуже вдумливої роботи. Альбом наповнений внутрішньою гармонією і практично позбавлений непоєднуваних елементів… Благоліпність, благозвучність і звуковий комфорт навіть якось бентежать, складається відчуття, що слухаєш якийсь easy listening, і можна спокійно плисти по волі хвиль… з повільним, неспішним подорожжю по могутньої холодної річки і асоціюється музика Омела»
«Russian Омела plays folk metal with a twist. The twist comes from their style being completely different to any other folk metal band (…). If I had to describe the music on „Viscum Album“ with only three words, I’d say „atmospheric and beautiful“… that only means that the songwriting is excellent (…). You can’t listen to songs like „Techenie“ or „Nebesnoe Ozero“ without being surprised and unpredictability is what I really love in music… I have to give a special medal of honor to the singer Sergey Abramov for the terrific job he has done here»
«Новый релиз… — полноформатник „Aura“ — …в исключительном качестве, причем как музыкального материала и саунда, так и оформления и упаковки… „Aura“ стала чуть более „взрослой“, интеллектуальной и даже в чём-то экспериментальной работой, нежели дебютник; при этом сверкающим бриллиантом в короне Омелы по-прежнему является бесподобный вокал Сергея Абрамова. (…). Высший балл и никаких вопросов!» (Dark City, № 63, июль-август 2011).
«…Задумчивые картины природы, рисуемые музыкантами, прежде всего отсылают к наследию Римского-Корсакова, Бородина и других композиторов, использовавших народные темы в своих произведениях. И Омела на двух альбомах стала своеобразным продолжателем отечественного романтизма в музыке, со вдохновением, черпаемым подчас в мимолетном явлении дождливого дня или студёного утра. (…). На „Aura“, плавно продолжающей идеи дебюта, все составляющие музыкального спектра просияли более вычурно: металлические элементы получились чуть тяжелее, фолковые — чуть аутентичнее, прогрессивные — чуть сложнее и завернутей. (…). Это Музыка с большой буквы… не вздумайте слушать её как фон для каких-нибудь занятий».

## Состав

### Действующий состав
| Состав                 |                                                     | Участие в группе    |
| ---------------------- | --------------------------------------------------- | ------------------- |
| Сергей Абрамов (Абрей) | вокал, голос, акустическая гитара, перкуссия, автор | С момента основания |
| Фёдор Ветров           | струнные инструменты, соло, перкуссия               | 2008                |
| Наиль Магжанов         | барабаны, тарелки, перкуссия                        | 2008                |
| Александр Горянчиков   | флейта                                              | 2014                |
| Владимир Каплин        | бас-гитара                                          | 2022                |
| Александр Стрельников  | гитара                                              | 2016                |

### Бывшие и сессионные участники
| Александр Николаев | клавишные    | 2013 — 2016 |
| Илья Бодров        | бас-гитара   | 2008 — 2010 |
| Юлия Сатирова      | альт         | 2010 — 2011 |
| Руслан Ременьков   | гитара       | 2010        |
| Сергей Ефремов     | гитара       | 2010 — 2014 |
| Николай Коршунов   | бас-гитара   | 2008, 2011  |
| Дима Бельф         | бас-гитара   | 2010 — 2014 |
| Сергей Аванесов    | клавишные    | 2008 — 2012 |
| Елена Казакова     | флейта, арфа | 2010 — 2013 |
| Алексей Чекалин    | гитара       | 2011 — 2014 |
| Роман Темников     | бас-гитара   | 2013 — 2014 |
| Николай Кузьменко  | бас-гитара   | 2014 — 2021 |

## Дискография

### Студийные альбомы
- 2009 — «Viscum Album»
- 2011 — «Аура»
- 2014 — «Амальгама теней»
- 2016 — «Хрустальная сторона»
- 2019 — «Тайная тропа»
- 2022 — «Asperatus»

### Синглы
- 2009 — «След мой»
- 2010 — «Chionodoxa»
- 2013 — «Иней»
- 2016 — «Хрустальная сторона»
- 2020 — «Прощай, мой дом…»
- 2023  — «Бирюзовая пропасть»
- 2024  — «IN VISCUM VERITAS» (мини альбом)

### Сборники
- 2009 — «Эффект бабочки» (сплит-альбом записан совместно с группами «Butterfly Temple», «Невидь» и «Путь Солнца»)
- 2018 — «Эффект бабочки „Своя земля“» (сплит-альбом записан совместно с группами «Butterfly Temple»,"Путь Солнца","Relict", «Антиллия» и «Огонь Палатина»)